# Доходный дом Московского купеческого общества
Не путать с доходными домами Московского купеческого общества на Солянке.
Доходный дом Московского купеческого общества — исторический доходный дом в Москве, основным фасадом выходит на улицу Неглинную, занимает квартал между улицами Кузнецкий Мост и Пушечной. Построен по заказу Московского купеческого общества архитектором А. С. Каминским в 1887—1892 годах. Здание является ценным градоформирующим объектом и охраняется как выявленный объект, имеющий признаки культурного наследия.

## История
Территория, на которой в настоящее время находится трёхэтажный дом, занимающий лицевой частью весь квартал по Неглинной улице от Кузнецкого Моста до Пушечной улицы, в средние века граничила с Пушечным двором. В XVII веке участок принадлежал окольничему князю П. Львову, затем его потомкам. В 1770-х — 1780-х годах здесь находился казённый питейный дом, а к концу XVIII века стояли дворы церковнослужителей Военного госпиталя у церкви Воскресения, которые были снесены в ходе расширения канала реки Неглинной. В 1822 году участок приобрёл купец А. Беккерс, семья которого владела им до 1860-х годов. В начале 1820-х годов вдоль Неглинного проезда было построено протяжённое двухэтажное здание, углом выходящее на Кузнецкий Мост. В 1820-х годах в доме находились кондитерские Педотти, Дубле, Трамбле, рисовальная лавка, магазин парфюмерии И. Грейба, а также целый ряд модных магазинов. В 1859 году в здании был открыт магазин музыкальных инструментов и нот А. Б. Гутхеля, ставшего одним из крупнейших нотоиздателей России. В середине 1850-х годов в доме поселился зубной врач Л. Адельгейм, отец артистов-трагиков братьев Адельгейм.

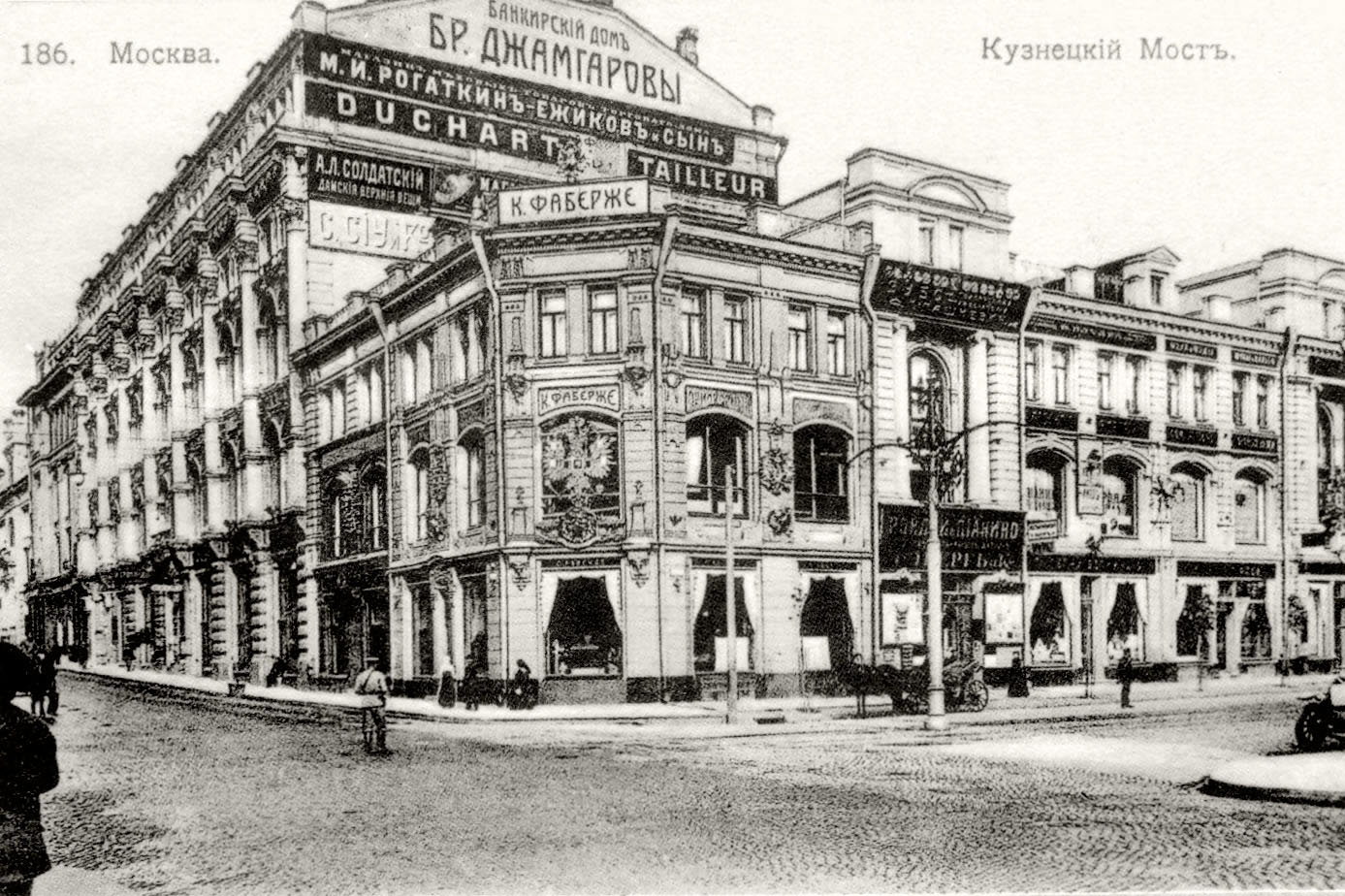
Вид здания в 1910-х гг. С угла — вход в магазин Фаберже

После Беккерсов владение перешло почётному гражданину К. С. Попову, а в 1874 году участок приобрело Московское купеческое общество. В доме разместилась Купеческая управа, которая поручила в 1887 году старшему архитектору Общества, опытному зодчему А. С. Каминскому строительство нового здания. Зимой 1888 года почти выстроенное здание неожиданно обрушилось, а под его завалами погибло 11 человек и ещё 11 получили тяжёлые травмы. Проведённое следствие установило многочисленные нарушения при проведении работ, в результате чего А. С. Каминский был приговорён к «церковному покаянию и шестинедельному содержанию на гауптвахте», заменённому затем домашним арестом.
Обрушившееся здание было достроено в 1889 году. Дом является ярким примером крупных деловых строений в классическом стиле. Симметрично-осевая композиция здания имеет три активно выделенных вертикальных оси, соответствующих трём парадным входам с Неглинной улицы. Основным акцентом главного фасада являются три двухэтажные лоджии, обрамленные колоннами ионического ордера. Выходящий на Кузнецкий Мост боковой фасад подчёркнуто второстепенен к главному, в нём используются лишь элементы оформления соединительных частей фасада по Неглинной улице. Переход фасада на боковое крыло оформлен срезанным углом и расположенным на этом месте отдельным входом и аттиком над угловой частью. В оформлении угла здания использованы скульптурные изображения женских головок, относящиеся уже к декоративным приёмам модерна начала XX века.
После постройки доходного дома с его угла разместился магазин фирмы Фаберже. Здесь же находился мебельный магазин фирмы П. А. Шмита (позднее здесь бывал Н. П. Шмит), размещались конторы и редакции издателя А. Я. Липскерова — популярной московской газеты «Новости дня» и журнала для велосипедистов «Циклист», контора газеты «Новый путь», книжный магазин с библиотекой «Агентства Парижской прессы», зубоврачебный кабинет Д. Фейнемана, нотный магазин «Э. Эберг и К°», кондитерские «Флей» и Дубле, ювелирные магазины Овчинникова, Ф. Лорие и А. Усталло. В 1906 году фасад здания был незначительно изменён архитектором А. Э. Эрихсоном, в 1907 году — В. В. Шервудом. Данные перестройки практически не отразились на композиции и общем виде здания, затронув лишь некоторые элементы декора.
В 1920-х годах в здании размещался книжный магазин издательства «Молодая гвардия» и Московское управление недвижимыми имуществами (МУНИ) Мосгорисполкома. В 1921 году на первом этаже была открыта московская контора А. Хаммера, а позднее разместилось Московское отделение Всероссийского общества охраны памятников истории и культуры. В начале 1990-х годов на первом этаже дома работала популярная шашлычная «Полевой стан». В настоящее время бывший дом Московского купеческого общества занимает Департамент культуры города Москвы. многочисленные рестораны и магазины. Значительно хуже внешнего вида сохранились интерьеры здания — до наших дней дошли парадные лестницы, оформление лестничных площадок и арочных окон второго-третьего этажей. Здание отнесено к категории ценных градоформирующих объектов.

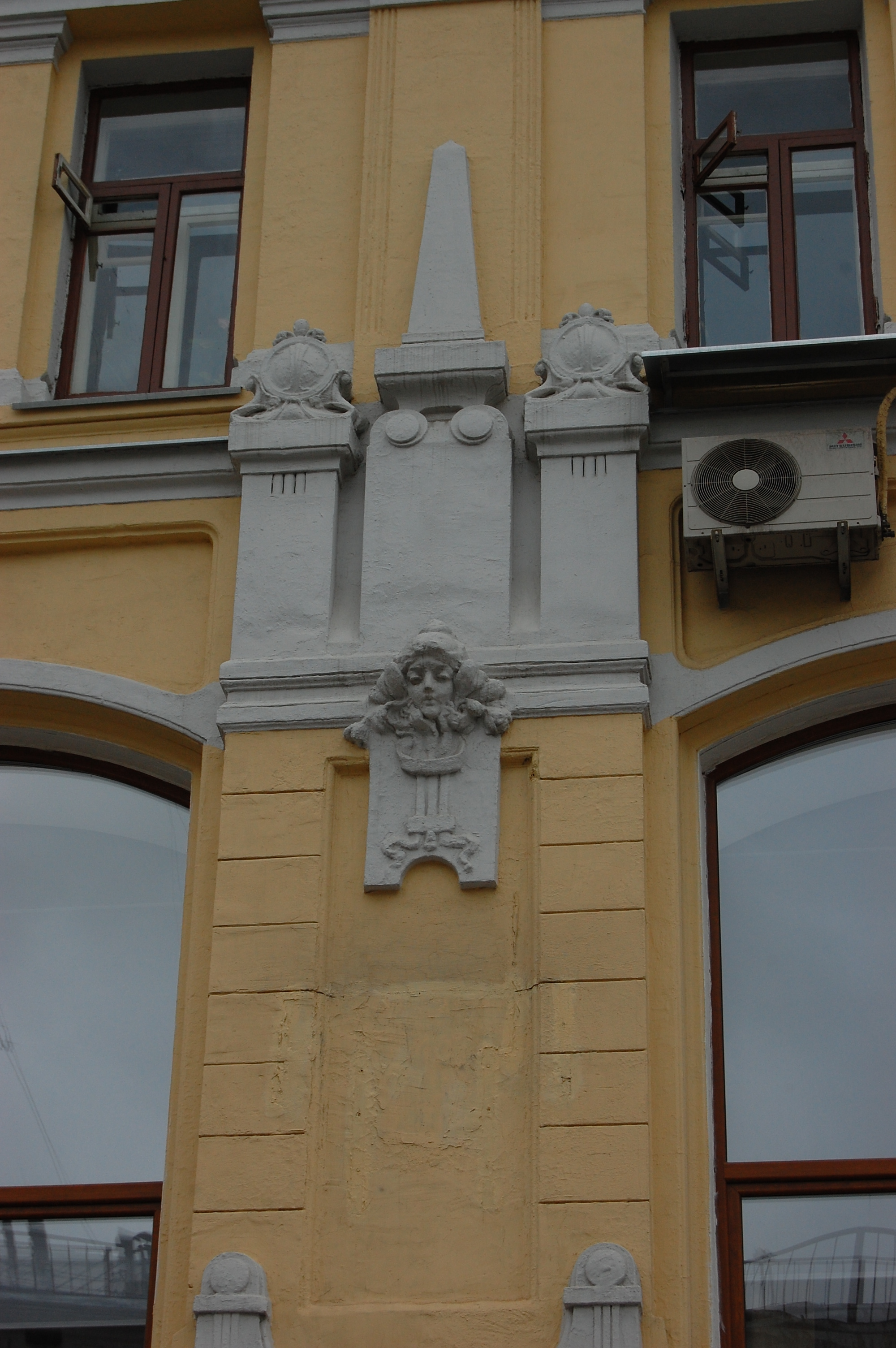
Элементы декора
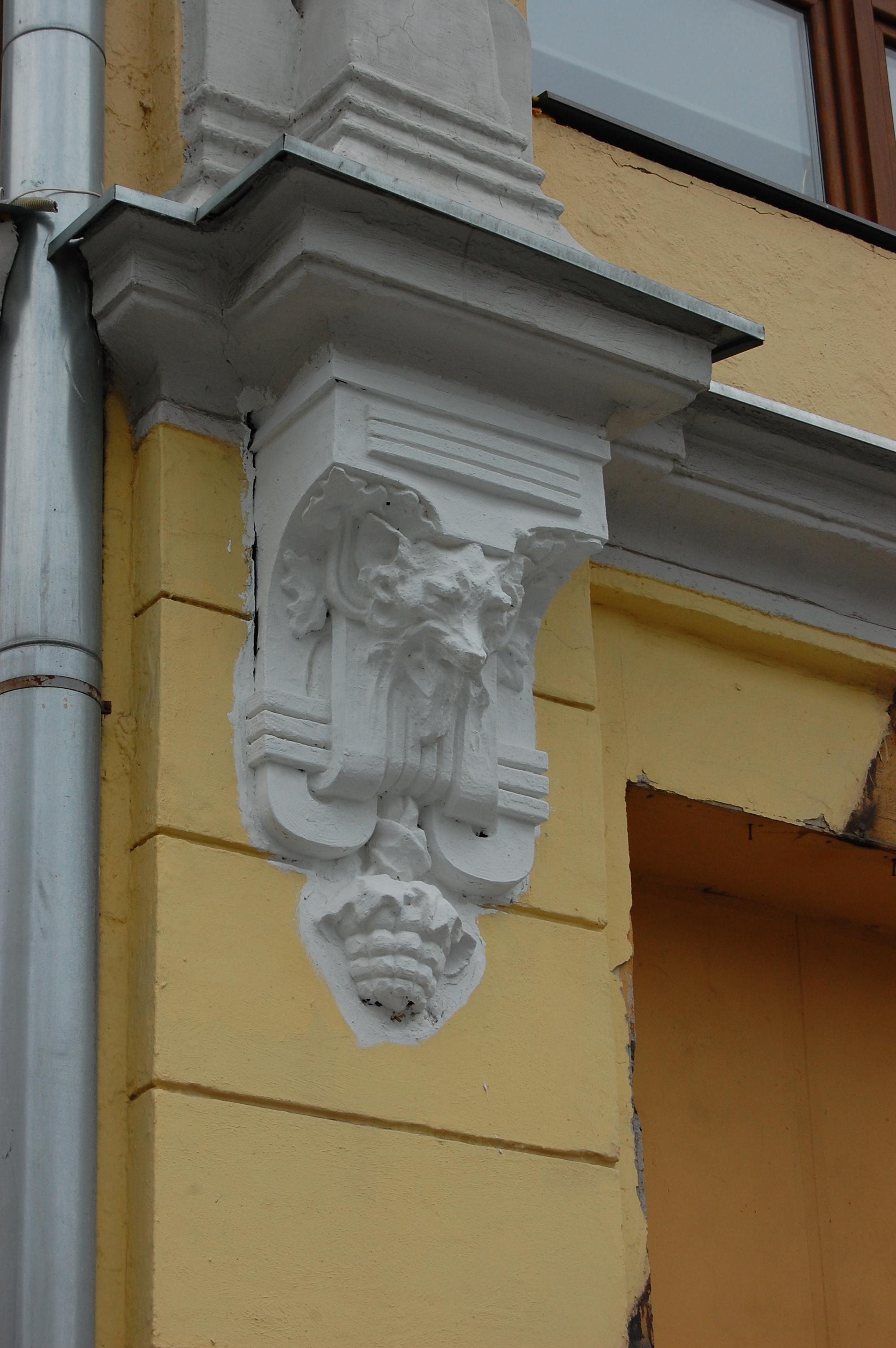
Элементы декора